# Gustav Freij
Karl Gustav Herbert Freij (ur. 17 marca 1922 w Malmö, zm. 4 sierpnia 1973 tamże) – szwedzki zapaśnik. Trzykrotny medalista olimpijski.
Walczył w stylu klasycznym. W 1948 w Londynie zwyciężył w wadze lekkiej. Cztery lata później w tej samej kategorii zajął drugie miejsce. Trzeci olimpijski krążek wywalczył po ośmioletniej przerwie, w 1960 w Rzymie. Trzy razy stawał na podium mistrzostw świata, a w 1953 zwyciężył w tych zawodach. Sześciokrotnie zdobywał tytuły mistrza Szwecji.

## Starty olimpijskie
Londyn 1948
- styl klasyczny do 67 kg – złoto

Helsinki 1952
- styl klasyczny do 67 kg – srebro

Rzym 1960
- styl klasyczny do 67 kg – brąz